# Elena Cernei
Elena Cernei (1 de marzo de 1924 – 27 de noviembre de 2000) fue una mezzosoprano rumana de destacada actuación internacional y maestra de canto declarada Artistă Emerită de Rumania.

## Biografía
Nació en Bairamcea cerca de Cetatea Albă (hoy Ucrania) y estudió en Bucarest con Constantin Stroescu de 1951 a 1955. En esos años cantó como solista en la George Enescu Philharmonic Orchestra y la Opera rumana donde regresó entre 1968 y 1977.
Cantó en La Scala, Metropolitan Opera, Opéra de París, Bolshoi, Gran Teatro del Liceo, Teatro de la Monnaie en Bruselas, y el Palacio de Bellas Artes en México.
Debutó en el Metropolitan Opera en 1965 como Dalila en Samson et Dalila actuando con la compañía hasta 1968 y cantando Amneris en Aida, Maddalena en Rigoletto, Princess di Bouillon en Adriana Lecouvreur y Carmen. Otros papeles fueron Azucena en Il trovatore, Clytemnestra en Iphigénie en Aulide, Arsace en Semiramide, Ulrica en Un ballo in maschera, Eboli en Don Carlos, Laura and La Cieca en La Gioconda, Cherubino en Le nozze di Figaro, Jocaste en Œdipe, y Orfeo en Orfeo ed Euridice. 
Establecida en Roma con su esposo, el musicólogo Stephan Poen, enseñó voz y publicó tratados como L'enigma della voce umana (1987) y Et fiat lux (1999).